# Maison de l'Évêque (Sauve)
Pour les articles homonymes, voir Maison de l'Évêque.
 (janvier 2012).
Si vous disposez d'ouvrages ou d'articles de référence ou si vous connaissez des sites web de qualité traitant du thème abordé ici, merci de compléter l'article en donnant les références utiles à sa vérifiabilité et en les liant à la section « Notes et références ».
La maison médiévale dite de l’Évêque est une maison située au cœur du village de Sauve dans le département du Gard, dans le sud de la France. Elle est inscrite en tant que monument historique depuis le 8 janvier 2004.

## Description
Construite au Moyen Âge, la maison a été complètement restructurée au XVe siècle autour d'un escalier en vis desservant tout le bâtiment. La grande salle était couverte d'un plafond à caisson ayant disparu.

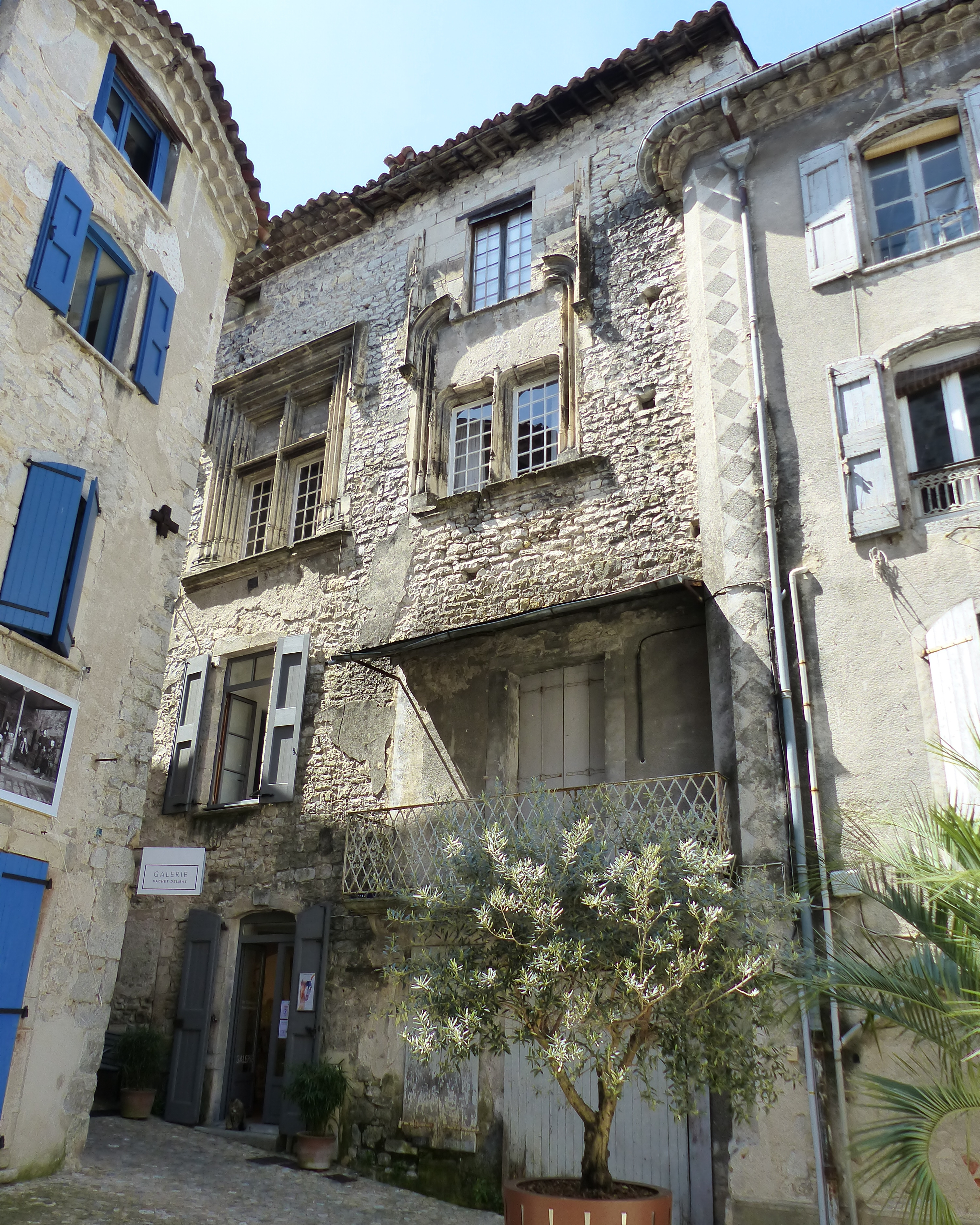
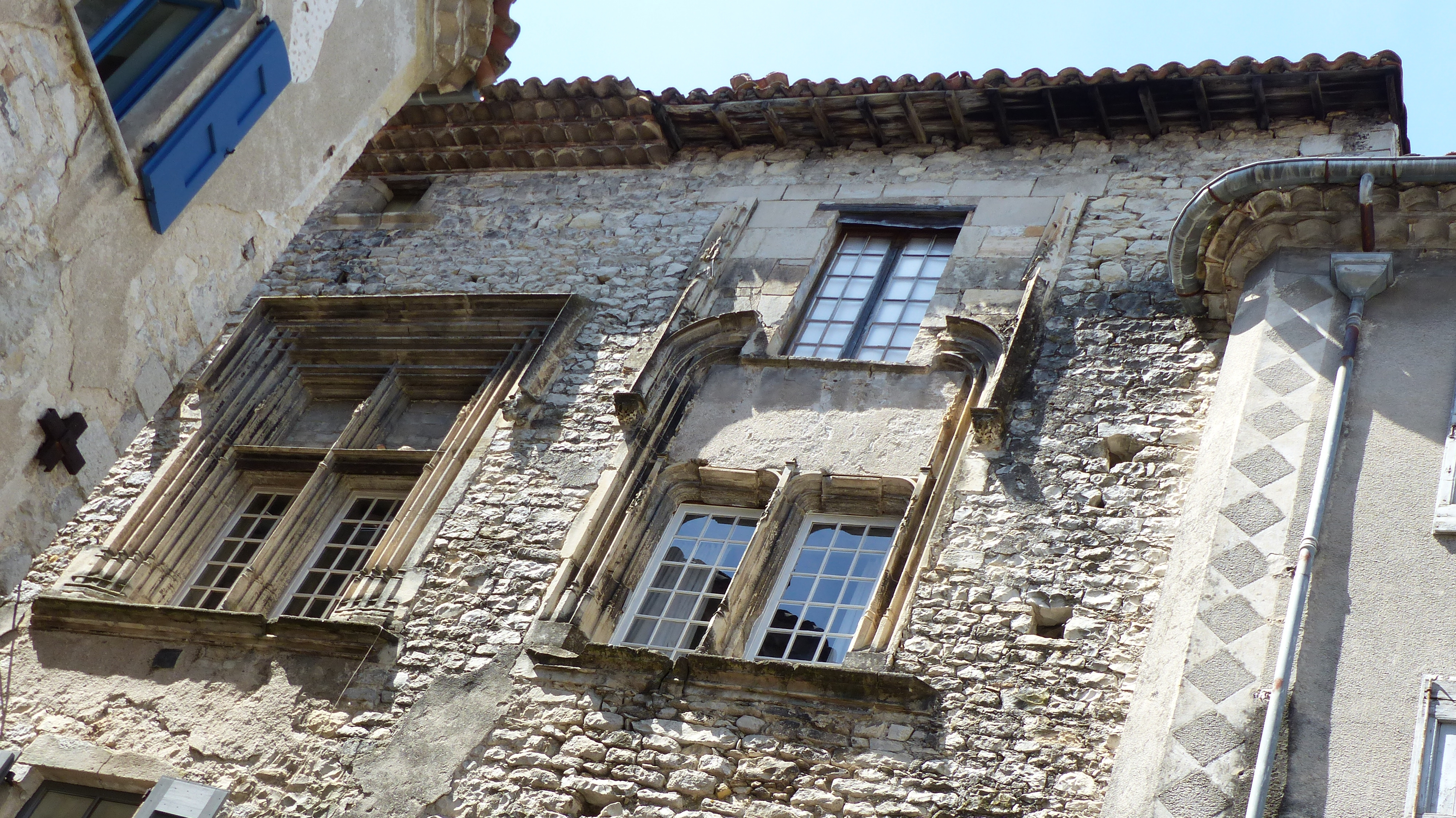
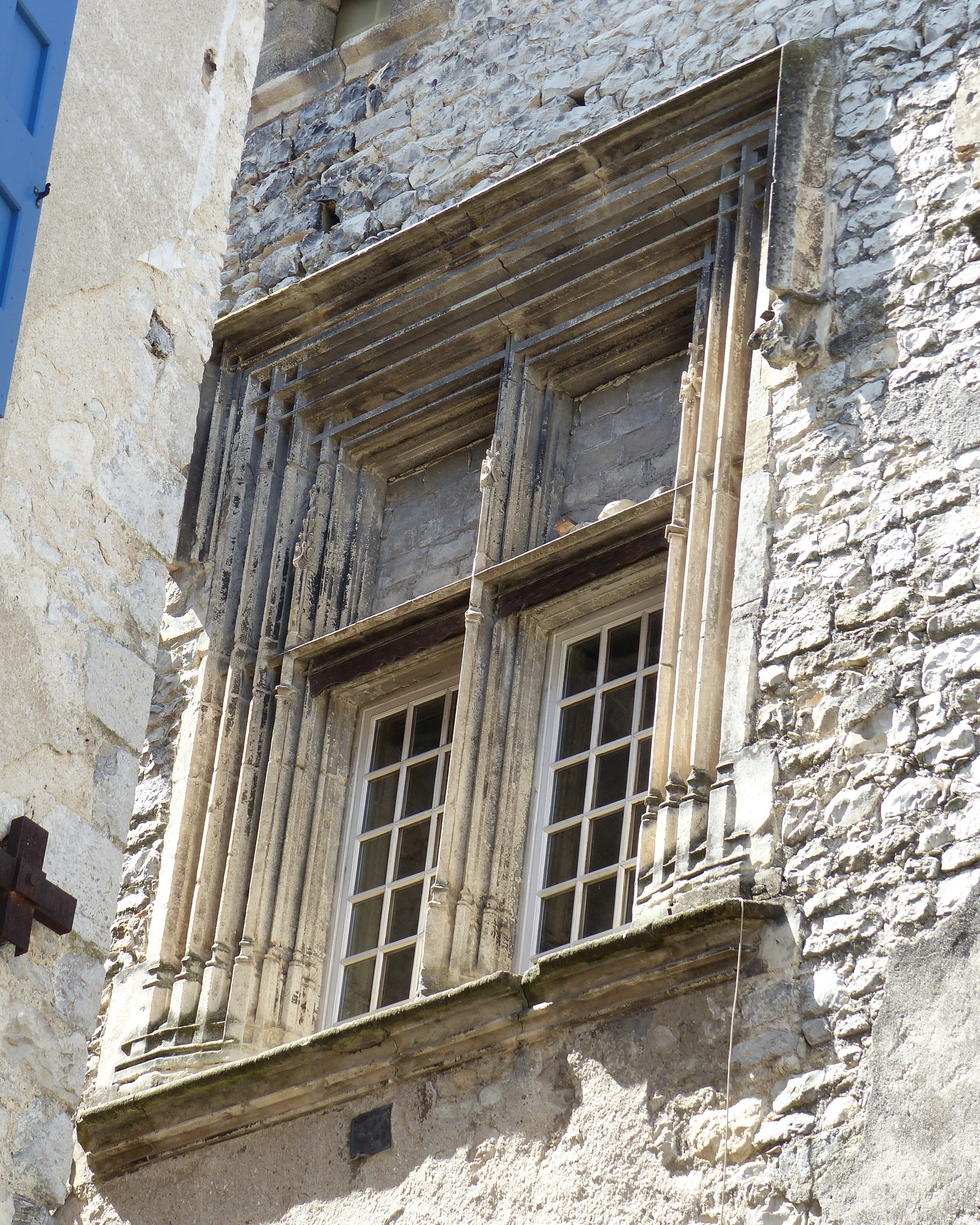
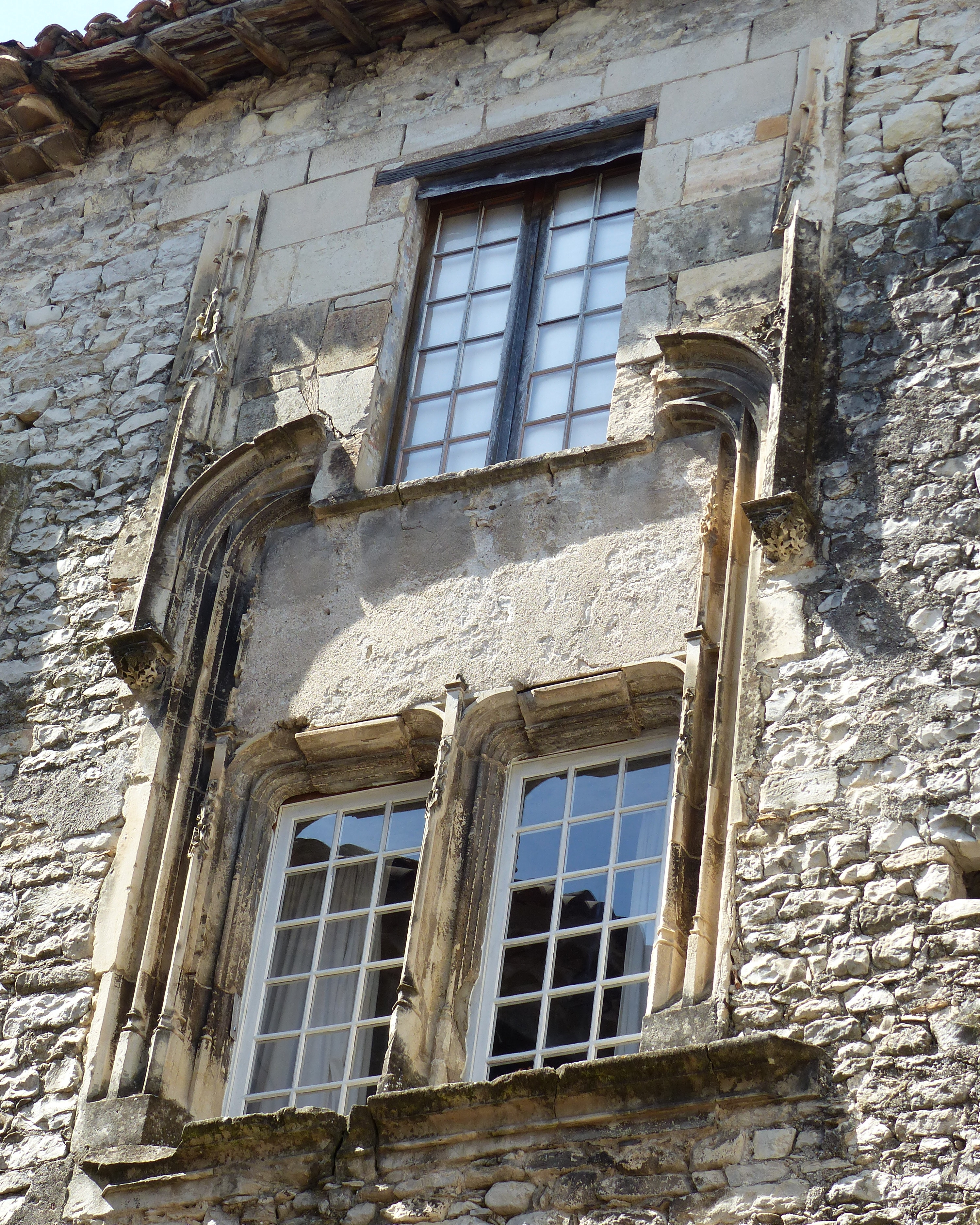
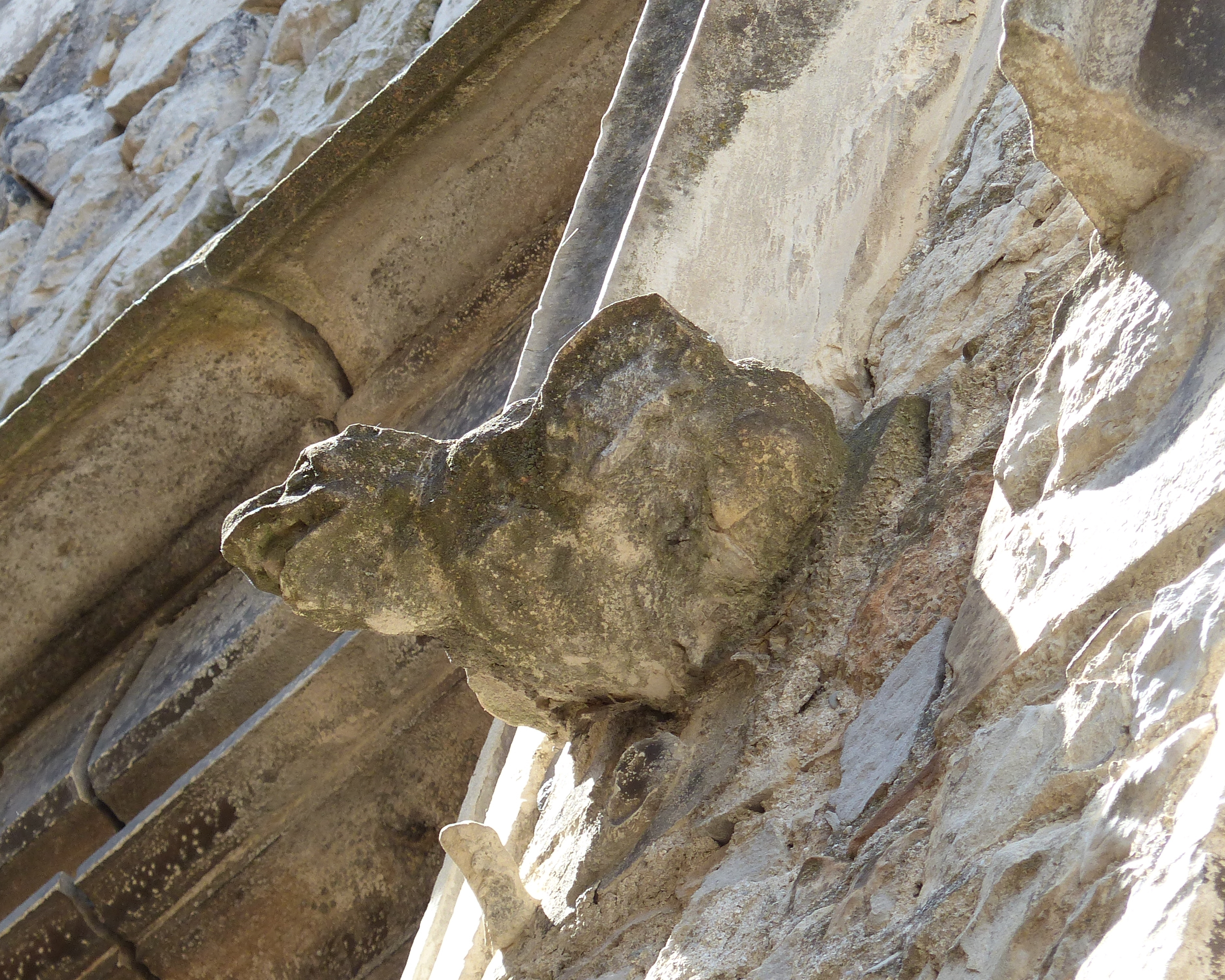

## Histoire
Appelée maison de l’évêque, cette bastide aurait été commanditée par l’évêque de Villeneuve les Maguelone pour en faire son lieu de villégiature lorsqu'en 1536, le siège épiscopal de Maguelone est supprimé et l'évêque est contraint de s’établir à Montpellier.
Mais cette propriété construite au milieu d'un site naturel remarquable, la mer des rochers (un plateau couvert de roches calcaires aux formes étranges) reste mystérieuse. Une seule chose est sûre à son sujet : l'époque de construction coïnciderait avec celle de l'apogée de l'évêché de Maguelone qui était alors une île .[réf. nécessaire]